# Press TV
Press TV — англомовний міжнародний телевізійний канал новин, що фінансується за рахунок державного бюджету Ірану, базується в Тегерані, має цілодобовий ефір, в тому числі в інтернеті. У штаті працюють 26 міжнародних кореспондентів і 400 співробітників.

## Історія
Сайт телеканалу був запущений наприкінці січня 2007 року. Тестова супутникова трансляція було проведена наприкінці квітня того ж року. Дата запуску каналу — 2 липня 2007 року.
У липні 2013 року Press TV та інші іранські телеканали були видалені з кількох європейських та американських супутників (серед інших, з супутників Eutelsat та Intelsat), формально через санкції проти Ірану, хоч представник ЄС і повідомив, що санкції не поширюються на засоби масової інформації.

## Журналісти
Керівництво каналу стверджує, що більша частина зарубіжних кореспондентів — не іранці, серед них багато британців та американців. Канал має понад 50 кореспондентів у Лондоні, Нью-Йорку, Вашингтоні, Бейруті, Дамаску, Пекіні та деяких інших європейських столицях, а також п'ять кореспондентів, які висвітлюють ізраїльсько-палестинський конфлікт у Газі, Рамаллі та Єрусалимі. Підготовку журналістів проводили інструктори BBC.